# بيرازول
بيرازول مركب عضوي بنيته عبارة عن حلقة عطرية بسيطة غير متجانسة وهي عبارة عن حلقة خماسية غير مشبعة تتألف من ثلاث ذرات كربون وذرتي نيتروجين متجاورتين. تسمى المركبات التي تحوي البيرازول في بنيتها البيرازولات.

## الخواص
- يحقق مركب البيرازول قاعدة هوكل وذلك بسبب وجود زوج إلكتروني حر في الرنين.
- يحدث للبيرازولات تفاعل استبدال عطري محب للإلكترونات، لكن ذلك متعلق بالمستبدلات المرتبطة على الحلقة.

- إن عملية نزع بروتون ذرة النيتروجين في الحلقة يمكن تحقيقها باستخدام قاعدة مناسبة، ثم بمعالجة الأنيون الناتج بكاشف محب للإلكترون بحيث يستطيع أن يرتبط مع ذرة النيتروجين.

## التحضير
تحضر البرازولات من تفاعل α ، β-الألدهيدات غير المشبعة مع الهيدرازين تليها عملية نزع الهيدروجين.
أما البيرازولات المستبدلة فتحضر من تفاعل تكاثف 3،1-ثنائي الكيتون مع الهيدرازين

## الاستخدامات
للبيرازولات تطبيقات مهمة في الطب والصيدلة، نظراً لخواصها المسكنة المضادة للالتهاب الخافضة للحرارة.

## اقرأ أيضاً
- بيرازوليدين
- أكسازول
- إيميدازول
- ثيازول